# Eurytion (Riese)

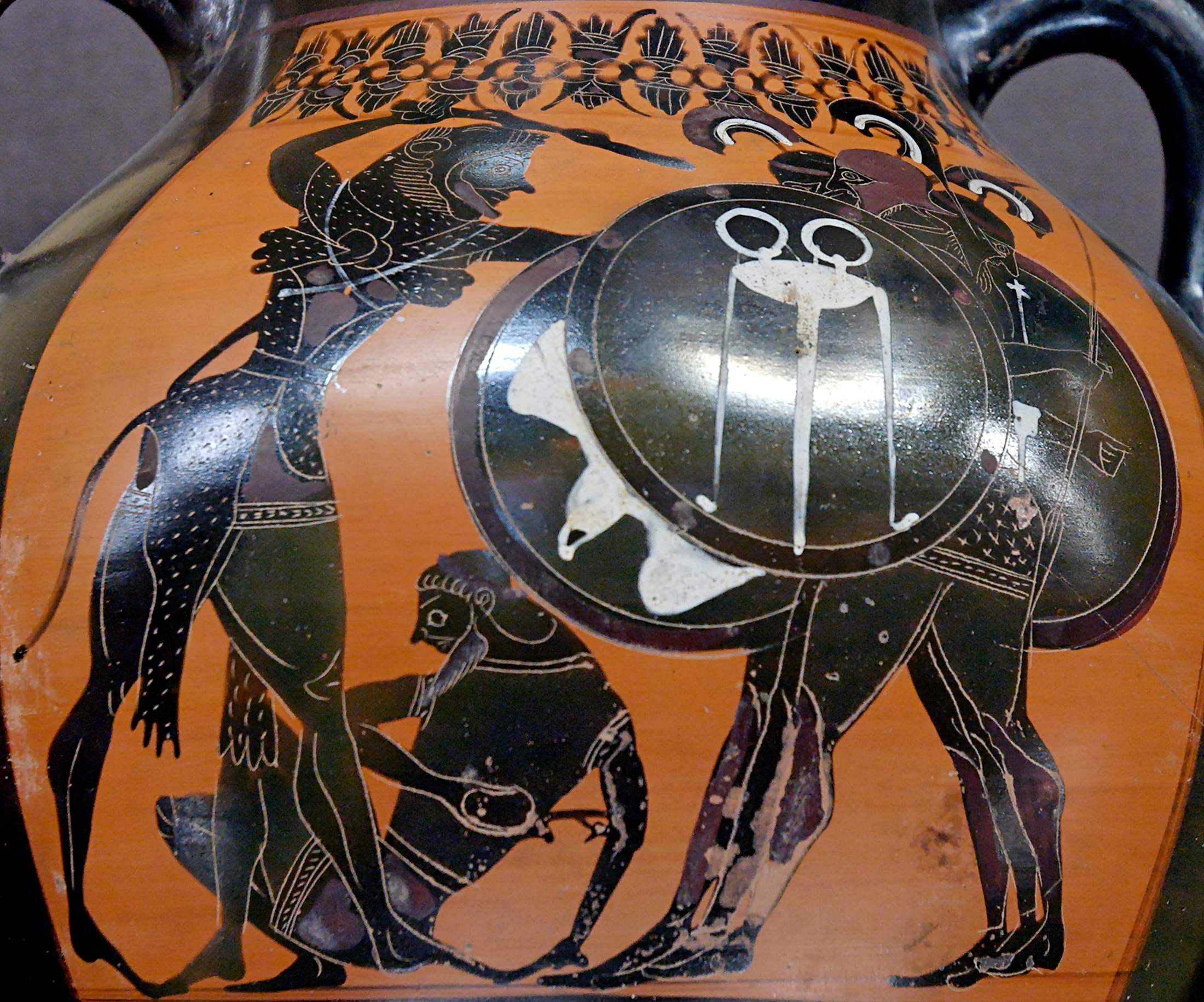
Herakles im Kampf mit Geryon, sterbender Eurytion auf dem Boden. Gruppe E, Seite A von einer attisch-schwarzfigurigen Amphora, ca. 540 v. Chr.

Eurytion (altgriechisch Εὐρυτίων Eurytíōn) ist ein Riese der griechischen Mythologie.
Eurytion war der Hüter, der die roten Rinderherden des Geryon bewachte. Er wurde später von Herakles getötet, als dieser seine zehnte Aufgabe vollführte.